# Triprion petasatus
Triprion petasatus é uma espécie de anfíbio anuro da família Hylidae. Está presente no Belize, México, Guatemala e Honduras.